# 帕拉蒂亞區
帕拉蒂亞區（西班牙語：Distrito de Paratía），是秘魯的一個區，位於該國東南部普諾大區的蘭帕省，始建於1954年4月23日，面積745平方公里，海拔高度4,390米，2005年人口4,960，人口密度每平方公里6.7人。